# SpVgg Blau-Weiß Züllichau
SpVgg Blau-Weiß Züllichau was een Duitse voetbalclub uit Züllichau, dat tegenwoordig het Poolse Sulechów is.

## Geschiedenis
In 1920 kreeg turnvereniging MTV 1862 Züllichau een eigen voetbalafdeling, die twee jaar later zelfstandig werd als FV 1920 Züllichau. De club ging in de Neder-Silezische competitie spelen en werd in 1921/22 winnaar van de groep Glogau. In de eindronde won de club alle wedstrijden en werd zo kampioen waardoor ze zich plaatsten voor de Zuidoost-Duitse eindronde. Hier speelde de club gelijk tegen ATV 1847 Görlitz en verloor de andere drie wedstrijden met zware cijfers. Na enkele plaatsen in de middenmoot speelde de club in 1925 weer de finale om de titel, die ze verloren van SVgg Schutzpolizei Liegnitz.
In 1927 werd de naam in SpVgg Blau-Weiß gewijzigd. De club werd laatste in 1928 en moest het behoud verzekeren in een play-off tegen de kampioen van de tweede klasse, SVgg Lüben. In 1929 volgde dan toch een degradatie. De club nam de volgende twee jaren deel aan de eindronde, maar kon geen nieuwe promotie afdwingen. Hierna eindigde de club onderaan de rangschikking.
In 1933 werd de competitie grondig geherstructureerd. De NSDAP kwam aan de macht en de Zuidoost-Duitse voetbalbond en alle competities verdwenen. De Gauliga Schlesien kwam als vervanger, Züllichau werd nu in de Kreisklasse ingedeeld, de derde klasse en slaagde er niet meer in te promoveren.
Na het einde van de oorlog werd Züllichau een Poolse stad. De Duitsers werden verdreven en alle Duitse voetbalclubs werden ontbonden.

## Erelijst
Kampioen Neder-Silezië
1922